# Дефорд, Таиз
Таиз Дефорд (нидерл. Taiz Deford; 2003, Бельгия) — виолончелистка из Бельгии, участница конкурса Евровидение для молодых музыкантов 2022.

## Биография
Таис родилась в 2003 году и выросла в музыкальной семье. В возрасте 4 лет она начала играть на виолончели. С 2010 по 2012 год она училась у Клодин Стинакерс. С 2012 по 2014 год она училась у Лючии Свартс в Гаагской консерватории по направлению «Молодые таланты». С 2014 по 2018 год она училась частным образом у Юстуса Гримма и в то же время была ученицей Музыкальной школы в Брюсселе. С 2018 года Таис является ученицей престижной школы Musica Mundi в Ватерлоо. С тех пор она преподавала у Александра Храмушина, Владимира Перлина и Жерома Перну. 

## Достижения
В октябре 2021 года Таис получила степень бакалавра у профессора Густава Ривиниуса в Высшей школе музыки Саара в Саарбрюккене, Германия.
Таис также получила несколько международных призов, в том числе 1-ю премию на Международном конкурсе Эдмонда Баерта в 2017 году, 2-ю премию на Ротационном конкурсе имени Брейгеля в 2018 году, 2-ю премию намеждународном конкурсе Flame в 2019 году, третью премию на Международном конкурсе Triomphe de l'art в 2021 году.
В марте 2022 года она была выбрана представлять Бельгию на конкурсе Евровидение для молодых музыкантов 2022.